# Panaragan (Cikoneng)
Panaragan is een bestuurslaag in het regentschap Ciamis van de provincie West-Java, Indonesië. Panaragan telt 4397 inwoners (volkstelling 2010).